# Čeluga
Čeluga (en serbe cyrillique : Челуга) est un village du sud du Monténégro, dans la municipalité de Bar.

## Démographie

### Évolution historique de la population
| 1948 | 1953 | 1961 | 1971 | 1981 | 1991  | 2003  |
| ---- | ---- | ---- | ---- | ---- | ----- | ----- |
| 272  | 330  | 364  | 631  | 921  | 1 164 | 1 404 |